# VMST
VMST (Voice Messaging System Test) – Test Wrażliwości na Znaczenie Wokalne Jego zadaniem jest rozwijanie umiejętności kodowania i dekodowania przekazów wokalnych. Rozwija wrażliwość na różnice międzykulturowe w przekazywaniu sygnałów i wskazuje na znaczenie kontekstu, w jakim odbywa się spotkanie.
Test polega na kodowaniu i dekodowaniu przekazów wokalnych. Komunikujący, którego słucha się na żywo, albo odsłuchuje z taśmy magnetofonowej usiłuje zakomunikować 10 różnych klas czy rodzajów znaczenia. Każda próba zakomunikowania klasy znaczenia powinna zaczynać się od słów: "To jest przekaz wokalny nr..." Po przesłuchaniu należy umieścić numer przekazu wokalnego w pustym miejscu naprzeciw słowa, które jest najbliższe reprezentacji znaczenia, jakie właśnie zakomunikowano wokalnie.
| Klasa znaczenia wokalnego | Numer |
| ------------------------- | ----- |
| odraza                    |       |
| szczęście                 |       |
| zainteresowanie           |       |
| smutek                    |       |
| zakłopotanie              |       |
| pogarda                   |       |
| zaskoczenie               |       |
| złość                     |       |
| determinacja              |       |
| strach                    |       |

Wyniki wskazują, czy osoba wykonująca test jest wokalnie ekspresyjna bądź posiada specyficzne trudności.
Posługując się wielokrotnie testem VMST można poprawić uzyskane przez siebie wyniki zarówno pod względem zdolności kodowania jak i dekodowania wiadomości przekazywanych głosem o co najmniej 20%.
Skuteczna komunikacja jest nagrodą za rozwijanie ważnych niewerbalnych umiejętności komunikacyjnych.